# Alfred Scheidig
Alfred Scheidig (* vor 1905; † nach 1948) war ein deutscher Ingenieur der Geotechnik.
Scheidig erhielt 1926 an der Bergakademie Freiberg sein Diplom (Die Verteilung senkrechter Drücke in Schüttungen, Ein Beitrag zur Statik des Bodens). Dort war er ein Schüler von Franz Kögler und dessen Assistent in seinem 1928 gegründeten Erdbaulabor und er war Ko-Autor von dessen damaligem Standardwerk Baugrund und Bauwerk (zuerst 1938). Die dort dargelegten Untersuchungen über Druckverteilung aufgrund von Gebäudelasten im Baugrund erschienen schon 1927 bis 1929 in der Zeitschrift Bautechnik. Scheidig besuchte 1931 das Erdbaulaboratorium von Karl von Terzaghi in Wien, der ihn daraufhin förderte. Das Verhältnis trübte sich aber, als Terzaghi mit der von ihm an Scheidig vergebenen englischen Übersetzung seines Buchs mit Otto Karl Fröhlich über die Konsolidierung von Ton unzufrieden war (sie war ihm zu wörtlich, Scheidig konnte damals nicht gut genug englisch). Die englische Ausgabe erschien nie und Teile wurden später von Terzaghi in sein Buch Theoretical Soil Mechanics eingearbeitet. Später war Scheidig Regierungsbaumeister in Naumburg an der Saale. Das Institut in Freiberg, an dem er zuvor war, war 1939 nach dem Suizid von Kögler aufgelöst und der TU Dresden angeschlossen worden (unter Leitung des Terzaghi-Schülers Walter Bernatzik).
Er verfasste die erste umfassende Abhandlung über die geotechnischen Eigenschaften von Löss. Das Buch behandelte auch geologische und andere Aspekte des Löss und die darin enthaltene Weltkarte der Lössverteilung war lange die Standardkarte zur Lössverteilung, die auch Paul Woldstedt in seinem Buch über das Quartär verwendete. Eine englische Übersetzung erschien 1946 beim US Army Corps of Engineers.

## Schriften
- mit Kögler: Baugrund und Bauwerk, Berlin: Ernst, 5. Auflage 1948
- Der Löss und seine geotechnischen Eigenschaften, Dresden: Steinkopff 1934